# Florida!!!
«Florida!!!» es una canción de la cantautora estadounidense Taylor Swift, en colaboración con Florence and the Machine. Fue lanzada el 19 de abril de 2024, a través de Republic Records, como la octava canción en el undécimo álbum de estudio de Swift, The Tortured Poets Department. La canción fue escrita por Swift junto a la vocalista principal de la banda, Florence Welch.Swift y Welch interpretaron la canción juntos en la última parada del «The Eras Tour» en Londres en 20 de agosto de 2024.

## Antecedentes
Swift anunció The Tortured Poets Department el 4 de febrero en la 66.ª edición de los Premios Grammy durante su discurso de aceptación por el premio al «Mejor Álbum Vocal Pop». Poco después del anuncio, la obra de arte del álbum se compartió en su perfil de Instagram. El sitio web de Swift también permitió la preventa del álbum en vinilo, CD, casete y formato digital. La lista de canciones del álbum se anunció el 5 de febrero, revelando dieciséis pistas y una pista adicional llamada «The Manuscript». El álbum también contaría con la participación de Post Malone y Florence and the Machine en dos pistas.
«Florida!!!» marca la primera colaboración entre Taylor Swift y Florence Welch, aunque se encontraron por primera vez en 2012. En entrevistas de 2015, ambas expresaron admiración mutua. Welch ocasionalmente atribuyó a Swift como inspiración y motivación para lanzar su álbum How Big, How Blue, How Beautiful. Swift también elogió a Welch en una entrevista. Además, Swift y Welch asistieron a un concierto de The 1975 en 2023, donde Swift interpretó su canción «Anti-Hero». Jack Antonoff, un productor acreditado en muchas obras de Swift, también coprodujo el álbum Dance Fever de Welch en 2022.
Swift compartió con iHeartRadio que la inspiración detrás de «Florida!!!» provino de la serie Dateline NBC. En la entrevista, estableció un paralelo entre las personas que huyen a Florida después de cometer crímenes y aquellos que lidian con desamor, diciendo: «Intentan reinventarse, tener una nueva identidad, mezclarse».

## Lanzamiento
Apple Music habilitó la opción para preguardar el álbum, lo que reveló siete pistas explícitas, incluyendo «Florida!!!». En un evento emergente de Spotify en The Grove en Los Ángeles, se presentaron varios globos terráqueos, todos con alfileres marcando Miami, Florida. El padre de Swift, Scott, dijo que «Florida!!!» era su canción favorita del álbum, agregando que es «una droga de aquellas», haciendo referencia a la letra de la canción.

## Música y letra
«Florida!!!» es una balada de poder acompañada de baterías estridentes y guitarras. Welch canta dos estrofas completas y más adelante en la canción, entrelaza líneas con Swift. La letra de «Florida!!!» narra el viaje terapéutico de Swift y Welch después de una relación fallida. Mientras Swift se queja de un pueblo que la vuelve loca, Welch sueña con insurgirse en alcohol y enterrar a sus amantes pasados en un pantano. Howard Cohen del Miami Herald dice que la letra de «Florida!!!» presenta al estado como el destino de ocio por excelencia para escapadas, pero añade elementos de misterio. Durante la primera línea de Welch en la canción, hace referencia al huracán Florence, que estuvo cerca de Florida en septiembre de 2018 («El huracán era mi nombre cuando llegó»). Swift canta: «Todos mis amigos huelen a marihuana o a bebés pequeños», insinuando que sus amigos de edad similar se drogan mientras otros tienen hijos. Escribiendo para WFLA, Sara Filips cree que la letra «Así que empaca tu vida solo para esperar la tormenta de mierda de vuelta en Texas», alude a problemas surgidos mientras Swift estaba en Houston, Texas, después de su separación con Joe Alwyn.

## Recepción
En una crítica positiva de Melissa Ruggieri de USA Today, las voces de Swift y Welch contra los instrumentos marcados hicieron que la canción fuera «cinematográfica y con propósito». Helen Brown de Rolling Stone elogió las vocales de Welch. Jason Lipshutz de Billboard clasificó la canción en tercer lugar entre las dieciocho pistas del álbum, elogiando las voces emocionales de Swift y el sonido atrevido. Erica Gonzales de Elle dijo que la canción traía una «energía contagiosa» con sus potentes tambores durante el estribillo. Agregó que el sonido podría estar influenciado por la música de Welch. Álex González de Uproxx dio una crítica positiva a la canción, diciendo que la colaboración suena tan fresca pero se siente tan atemporal. Shaad D’Souza de Pitchfork dijo que era la canción más audaz y enérgica del álbum, que en su mayoría tiene tonos contemplativos y sosegados.
Escribiendo para The Hollywood Reporter, Mesfin Fedaku elogió la canción y la actuación de Florence and the Machine, calificándola como una «pista ganadora». Ludovic Hunter-Tilney del Financial Times llamó a la canción «contundente». Escribiendo para The Nightly, Jay Hanna dijo que la colaboración cumplía con todas las expectativas. Maria Sherman de Associated Press dijo que la canción recordaba los sonidos del rock indie de la década de 2010, como Illinois de Sufjan Stevens. Chris Willman de Variety la llamó la «pista más divertida» del álbum, refiriéndose a las líneas «Todos mis amigos huelen a marihuana o a bebés pequeños» y «Jódeme, Florida».

## Créditos
Los créditos son una adaptación de Tidal.
- Taylor Swift - voz, compositora, productora
- Florence Welch - voz, compositora, batería, piano, percusión
- Jack Antonoff - productor, bajo, violonchelo, batería, guitarra acústica, guitarra eléctrica, piano, mellotron, piano, programación, sintetizador
- Serban Ghenea - mezcla
- Ben Loveland - ingeniero de grabación
- Laura Sisk - ingeniera de grabación
- Oil Jacobs - ingeniero de grabación
- Bryce Bordone - ingeniero de mezcla
- Randy Merrill - masterización
- Ryan Smith - masterización

## Posicionamiento en listas
| Lista (2024)                              | Mejor posición |
| ----------------------------------------- | -------------- |
| Argentina (Argentina Hot 100)             | 91             |
| Australia (ARIA)                          | 8              |
| Bélgica (Flandes) (Ultratop 50)           | 36             |
| Brasil (Brasil Hot 100)                   | 62             |
| Canadá (Canadian Hot 100)                 | 9              |
| Corea del Sur (Circle)                    | 169            |
| Dinamarca (Tracklisten)                   | 33             |
| Eslovaquia (Singles Digitál Top 100)      | 61             |
| España (Top 100 Canciones)                | 60             |
| Estados Unidos (Billboard Hot 100)        | 8              |
| Francia (SNEP)                            | 80             |
| Filipinas (Billboard)                     | 23             |
| Global 200 (Billboard)                    | 8              |
| Grecia (IFPI)                             | 17             |
| Lituania (AGATA)                          | 50             |
| Luxemburgo (Billboard)                    | 18             |
| Nueva Zelanda (Recorded Music NZ)         | 9              |
| Polonia (Polish Streaming Top 100)        | 73             |
| Portugal (AFP)                            | 18             |
| República Checa (Singles Digitál Top 100) | 49             |
| Reino Unido (Billboard)                   | 12             |
| Reino Unido (UK Download Chart)           | 39             |
| Singapur (RIAS)                           | 12             |
| Sudáfrica (Billboard)                     | 22             |
| Suecia (Sverigetopplistan)                | 33             |